# Zirc
Zirc (németül: Sirtz, szlovákul: Zirec) város Veszprém vármegyében, a Zirci járás egyetlen városa, és egyben székhelye, „a Bakony fővárosa”. A település Magyarország legmagasabban fekvő városi rangú települése.
A városhoz tartoznak Akli, Kardosrét, Szarvaskút és Tündérmajor falvak is. Az első írásos említés 1199-ből származik, ahol Siric néven említik.
A város szimbóluma a zirci ciszterci apátság, amely 1737 és 1752 között épült. Egyéb látnivalók közé tartozik a helyi arborétum, a Természettudományi Múzeum és a Reguly Antal Könyvtár. 
A Bakony erdejének sűrűjében, 400 méter magasan fekvő ciszterci kolostort a rend nagy hazai pártfogója, III. Béla király alapította az akkoriban csak jórészt erdei vadak járta tájon, és a 15. századig élte virágkorát. A török uralom idején a szerzetesek jobbnak látták elmenekülni az apátságból a hódító oszmánok elől, és maga a település is elnéptelenedett.
Mai formájában csak 1733-ra épült fel az egyemeletes monostor és 1748-ra a templom. Ettől az időtől kezdve a kolostorban egyre nőtt a magyar származású rendtagok száma, és Zirc lett a magyarországi ciszterci rend központja. 1735-ben kóstolták meg először az itt helyben készült sört, amit némi kihagyás után 2015-től újra főznek.
A híres zirci arborétumot is az 1182-ben letelepedett ciszterciek kezdték építeni, egy 600 éve kialakított halastó körül. A 20 hektáros terület Magyarország ma legmagasabban fekvő élőfa-gyűjteményét rejti, 5 kontinensről, több mint 600 fa- és cserjefaj él itt.

## Fekvése
A festői fekvésű kisváros az Öreg-Bakonyban, a Zirci-medencében, a Cuha-patak partján fekszik. Veszprémtől 25 km-re és a Balaton északkeleti sarkától 30 km-re északra, Pápától körülbelül 45 kilométerre keletre és 57 kilométerre délre Győrtől. Magyarország legmagasabban fekvő városa (a városközponton a 400 méteres szintvonal halad át).
A város központján észak-déli irányban áthalad a 82-es főút, amelyből itt több alsórendű út is kiágazik, köztük a két legfontosabb a főút 20. kilométere előtt nyugat felé letérő, Pápa térségéig vezető 8301-es út és a 21. kilométernél, keleti irányban kiinduló, a Keleti-Bakony településein át Mórig húzódó 8216-os út.
Zirc nemcsak közúti, de vasúti megközelítési lehetőséggel is rendelkezik, mivel áthalad a területén, szintén észak-déli irányban a 11-es számú Győr–Veszprém-vasútvonal. Zirc vasútállomástól egy vasúti szárnyvonal (a Zirc–Dudarbánya-vasútvonal) is kiágazik keleti irányban, Dudar felé, de utóbbi vonalon 1995-ben megszűnt a személyforgalom. A vasútállomás a 82-es főút Állomás utcai szakaszán, az autóbusz-állomás közvetlen közelében található, ezáltal biztosított a közvetlen átszállás lehetősége a vonat és a buszjáratok között.

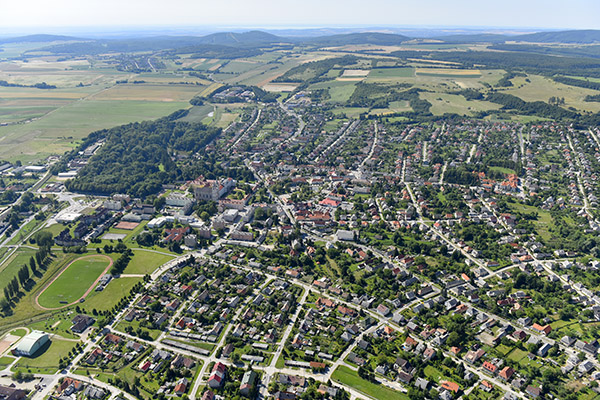
Zirc város látképe madártávlatból
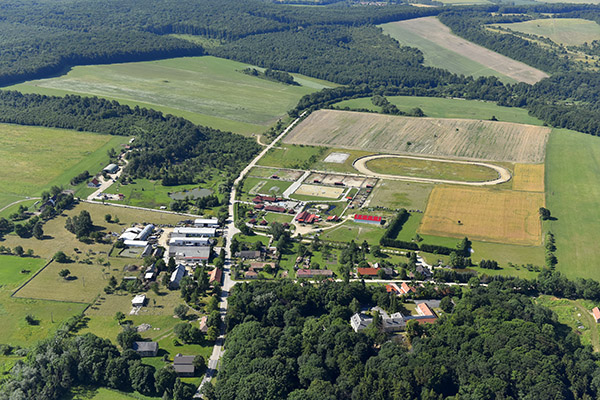
Tündér Farm - Sport és szabadidő Központ (Tündérmajor) légi felvétele
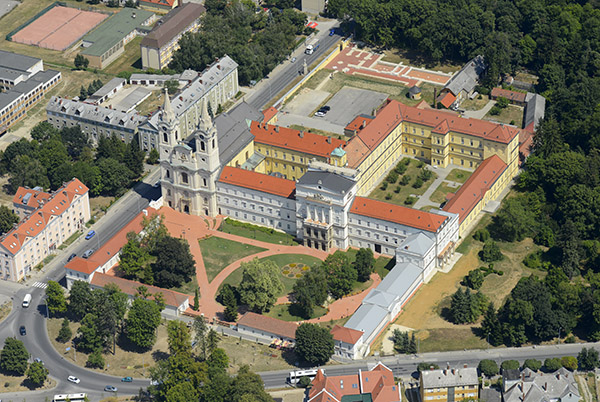
Zirci Ciszterci Apátság légi fotón

## Nevének eredete
Zirc nevének eredetére több magyarázat létezik: lehetséges, hogy a szláv „src” (szerdce= szív) szóból származik, mint a Bakony szíve, de sokan a zsirec = makkoltatás szóból eredeztetik vagy a crk = egyedül álló kis templom jelentésű szóból. Legvalószínűbben azonban a szláv *sirьcь (ejtsd: /szirici/) ’árva gyermek’ szóból lett azonos személynév az alapja magyar vagy szláv településnév-adással.

## A település története
Története, amely több mint 800 évre tekint vissza (a település első ismert említése 1199-ből származik, Siric formában), leginkább a ciszterciek apátságához fűződik. Az első ciszterci apátságot 1182-ben III. Béla alapította, ez a 15. század elejéig a magyarországi ciszterci apátságok között kiemelkedő szerepet töltött be.
Első ismert nevű apátját, Újfalussy Mártont a portyázó törökök 1678-ban megölték. 1699-ben a település harmincegyezer forint örökáron a sziléziai Heinrichau kezére került. Az első német telepesek 13 házát 1704-ben a kurucok felégették, de 1715-25 között újabb német telepesek érkeztek és felépült az első 28 ház. Ezt követően indult meg Zirc újjáalapítása.
A település 1984-ben kapott városi rangot.
Településrészei: Kardosrét, Akli, Szarvaskút, Tündérmajor.

## Közélete

### Polgármesterei
- 1990–1994: Varga István[10][11] (MDF–KDNP)[12]
- 1994–1998: Dr. Varga Tibor (MSZP)[13]
- 1998–2000: Dr. Varga Tibor János (független)[14]
- 2001–2002: Dr. Varga Tibor (független)[15][16]
- 2002–2006: Horváth László (SZDSZ–MSZP)[17]
- 2006–2010: Ottó Péter (független)[18]
- 2010–2014: Ottó Péter (Fidesz–KDNP)[19]
- 2014–2019: Ottó Péter (Fidesz-KDNP)[20]
- 2019–2024: Ottó Péter (Fidesz–KDNP)[21]
- 2024– : Kacsala István (független)[1]

A településen 2001. február 4-én időközi polgármester-választást tartottak, az előző polgármester lemondása miatt. Lemondása ellenére ugyanő elindult az időközi választáson is, és négy jelölt közül meg is nyerte azt.

## Népesség
2018-ban 6805 lakossal rendelkezett.
A település népességének változása:
| Lakosok száma | 7106 | 7083 | 6805 | 6691 | 6510 | 6522 | 6417 |
|               | 2013 | 2014 | 2018 | 2021 | 2022 | 2023 | 2024 |

A 2011-es népszámlálás idején a lakosok 83,6%-a magyarnak, 4,9% németnek, 0,2% cigánynak mondta magát (16,3% nem nyilatkozott). A vallási megoszlás a következő volt: római katolikus 55,2%, református 5,4%, evangélikus 1,8%, felekezeten kívüli 7,6% (28,5% nem nyilatkozott).
2022-ben a lakosság 90%-a vallotta magát magyarnak, 2,8% németnek, 0,4% ukránnak, 0,2% cigánynak, 0,1% szlovénnek, 0,1% románnak, 2,1% egyéb, nem hazai nemzetiségűnek (9,6% nem nyilatkozott; a kettős identitások miatt a végösszeg nagyobb lehet 100%-nál). Vallásuk szerint 38,7% volt római katolikus, 5,4% református, 1,8% evangélikus, 0,3% görög katolikus, 1,4% egyéb keresztény, 1% egyéb katolikus, 8,9% felekezeten kívüli (42,3% nem válaszolt).
Zirc történeti népességszáma (1870-2001)
| év   | népesség (fő) | év   | népesség (fő) |
| ---- | ------------- | ---- | ------------- |
| 1870 | 2444          | 1941 | 3561          |
| 1880 | 2350          | 1949 | 3668          |
| 1890 | 2622          | 1960 | 5427          |
| 1900 | 2811          | 1970 | 6000          |
| 1910 | 3166          | 1980 | 6815          |
| 1920 | 3130          | 1990 | 7454          |
| 1930 | 3168          | 2001 | 7383          |

## Nevezetességei

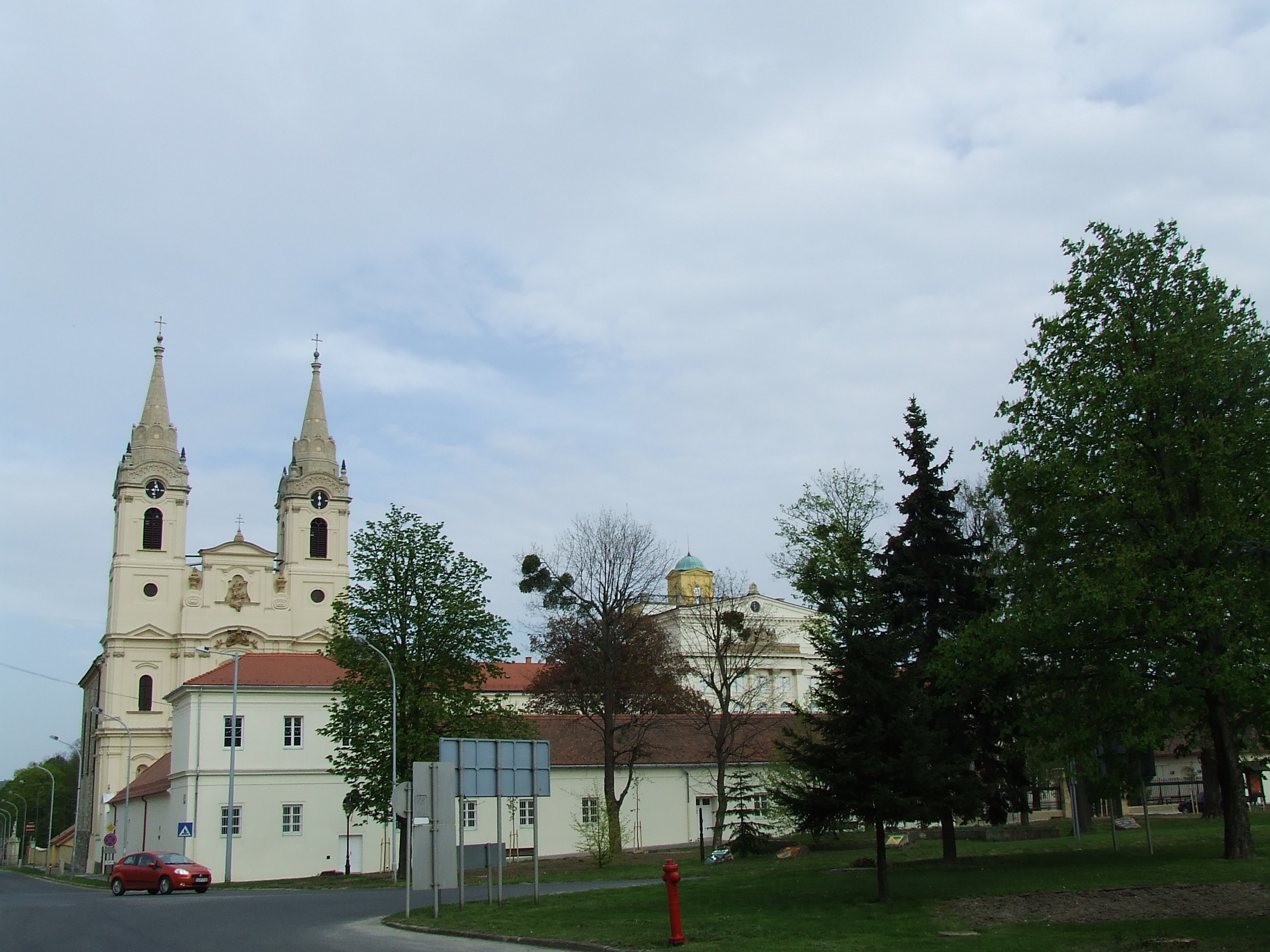
A zirci apátság épületegyüttese a 82-es főútról felől

### Apátsági templom
A város jelképe a ciszterci basilica minor, mely a középkori apátságtól nyugatra épült az 1700-as években (1737–1752), barokk stílusban. A templom belső tere a 20–21. század fordulóján igen nagy változáson ment át: a freskókat restaurálták, és ennek során derült ki, hogy az idősnek festett arcok alatt eredetileg fiatal személyek arca látható, a fehérre átfestett szobrok pedig arannyal vannak bevonva.
A templom tervezője ismeretlen, a freskókat Wagmaister József, a Szűz Mária mennybevételét ábrázoló főoltárképet Franz Anton Maulbertsch készítette.

### Ciszterci apátság
A város központi részén elhelyezkedő ciszterci monostor jellegzetes épületének a templomhoz csatlakozó 18. századi szárnyait Witwer Márton karmelita szerzetes tervezte. Az épület 19. század közepi bővítéseknek köszönhetően az apátság még két látogatható intézményt fogad be: az ország egyetlen vidéki természettudományi múzeuma, a Bakonyi Természettudományi Múzeum kiállítása található meg a templomkertről nyíló épület első emeletén. Továbbá, az Országos Széchényi Könyvtár által üzemeltetett Reguly Antal Műemlékkönyvtár, mely a második emeleten található. A belső udvarban egy időben a Bakonyi Pantheon volt látható, melyet új helyre költöztetnek.
A természettudományi múzeum 1972 óta működik, kiállításán diorámákban mutatják be a Bakony élővilágát, valamint a Kárpát-medence ásványait. A múzeum feladata a Bakony hegység faunájának, flórájának és geológiájának vizsgálata.
A műemlékkönyvtár 65 000 kötetes állománya nagyrészt 18–19. századi, de találhatók egyedülálló ősnyomtatványok is. Az épület különlegessége a kazettás dongaboltozat és az intarziás parketta, faberendezések – ez utóbbiak Wilde Mihály asztalosmester munkái.
A régi templomból szinte csak egy épületelem maradt fenn: a Köztársaság utcán a vasútállomás felé haladva találjuk meg a Szent Imre-szobrot azon a pillérkötegen, amely az első templom része volt. (A város címerében is megtalálható ez a pillér, pontosabban a templom romjaiból az eredeti helyén megmaradt pillérköteg illusztrált keresztmetszete) A 20. század eleji feltárásnak köszönhetően újra ismert a templom alaprajza, s azóta is több kőtöredék került elő, melyek segítenek rekonstruálásában.

### Fájdalmas Szűzanya Plébániatemplom
„Nagy művészi értéket képviselő műemlék a Fájdalmas Szűzanya tiszteletére szentelt barokk plébániatemplom, amely szerényen húzódik meg Zircen a hatalmas ciszterci apátság árnyékában a város szélén.” (Dr. Prokopp Mária művészettörténész, egyetemi tanár, ELTE, Budapest) A zirci „Kistemplom” többszörösen megszentelt helyen áll; hazánkban az egyetlen, alapfalaiban még nyomon követhető középkori királyi udvarház és fából ácsolt kápolna, majd kőtemplom maradványainak hajdani sírkertjében. A késő barokk Plébániatemplom igen jelentős képzőművészeti és díszítőfestési alkotások foglalata. Benne 1780-tól látható a páratlan komponáltságú Pietà-faplasztika köré szervezett „Mária hét fájdalma” mennyezet- és falkép ciklusa. Magyarországon ezzel a tematikával csak Zirc őriz műveket egy egész templomra kiterjesztve. Maulbertsch legkiválóbb tanítványa, a jeles mesterré lett ifj. Josef Winterhalder festette meg a vegyes technikába oltott freskó-szekkó képeket. A Mester zirci képsora (a közelmúltban megjelent Minerva-kötetig) ismeretlen volt a tudományos világ előtt. A zirci plébániatemplomban és kertjében az egyetemes művészettörténet további kiemelkedő alkotásai tanulmányozhatók. A Zirci Pietà faplasztika 2000-ben a Nemzeti Alaptantervbe (NAT) is bekerült,

### Reguly Antal szülőházában alapítottMúzeum és Alkotóház

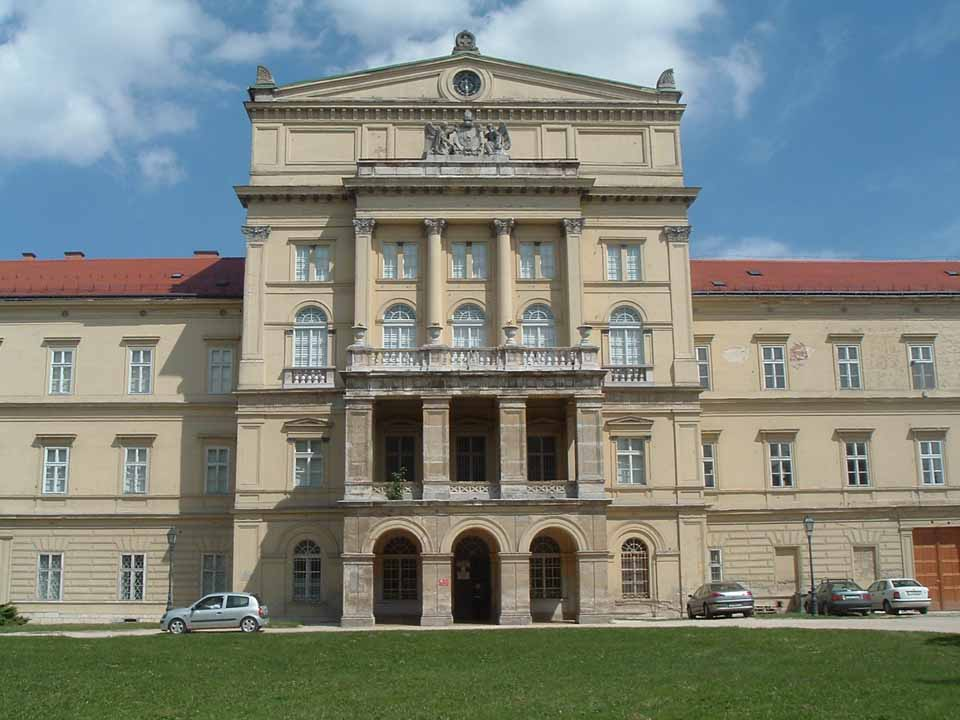
Országos Széchényi Könyvtár Ciszterci Műemlékkönyvtára

A Magas-Bakony helytörténetét, néprajzát az érdeklődők a Reguly Antal szülőházában alapított Múzeum és Alkotóház kiállításain ismerhetik meg: az önellátó paraszti társadalom használati eszközrendszerét, az ügyes kezű pásztorok készítette tárgyakat, a kovácsok, bognárok, takácsok, fazekasok, tapló-feldolgozók, mézeskalácssütők, gyertyakészítők, csuhézók, kosárfonók munkáit mutatják be a látogatóknak.
A múzeumban megtekinthető Reguly Antal magyarságkutató, finnugrista nyelvész életét, utazásait, tudományos kutatásait, valamint a Bakony népművészetét bemutató állandó kiállítás. A Reguly Antal szülőházában alapított múzeum udvarában népi kismesterségek műhelyei működnek, amelyekben mesterek irányításával, előzetes megrendelés alapján egész évben dolgozhatnak gyermekek és felnőttek egyaránt.

### Agrárműszaki gyűjtemény
A Győr felé haladó országútról nem sokkal Zirc után letérve tekinthető meg az Agrárműszaki gyűjtemény, ahol európai és hazai ritkaságokat, így például körmös traktort, vagy a Hofherr – Schrantz gyár híres cséplőgépét szemlélheti meg a látogató.

### A Zirci Arborétum Természetvédelmi Terület

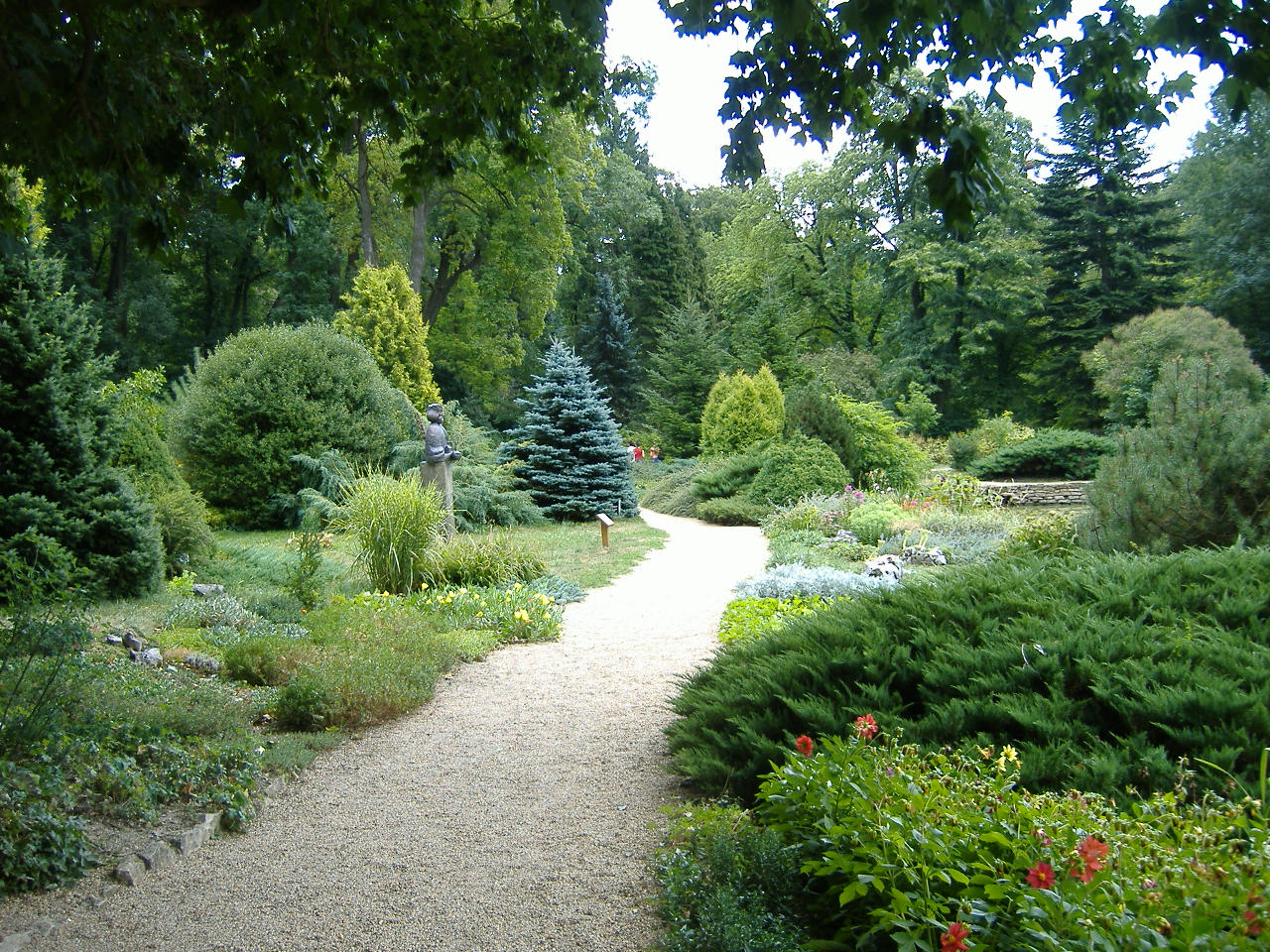
A zirci arborétum

Egyedi értéke a városnak a nemzetközileg ismert és elismert természetvédelmi terület, az Arborétum is. (Az arborétum szó a latin arbor – élő fa szóból származik, azaz az arborétum = fás kert, fás park). A 20 hektáros területen 110, a Föld öt kontinenséről gyűjtött fa- és cserjefaj él. A ligetet a ciszterciek egy 600 éve kialakított halastó körül kezdték telepíteni 178-ban. A zirci arborétum jellegzetes angolkert, amelyben az erdőfoltok szabálytalan tisztásokkal váltakoznak.

### Országos Széchényi Könyvtár Ciszterci Műemlékkönyvtár
A műemlékkönyvtár az apátsági épület második emeletén található. Az első könyveket a 18. században az új alapítást végző heinrichaui szerzetesek hozták magukkal. Az állomány 1950-re 65 000 kötetre duzzadt, a ciszterci rend feloszlatását követően a könyvtár állami tulajdonba került. Szerencsére a kezelésével a Nemzeti Könyvtárat bízták meg, amely e feladatot máig ellátja, míg a tulajdonjog visszaszállt a ciszterciekre.
A könyvtár 70 ősnyomtatványt, több mint 300 antikvát tudhat magáénak, melyek közül sok egyedülálló Magyarországon. Az állomány tematikailag elsősorban teológia, ám találhatunk könyveket a legtöbb tudomány területéről.

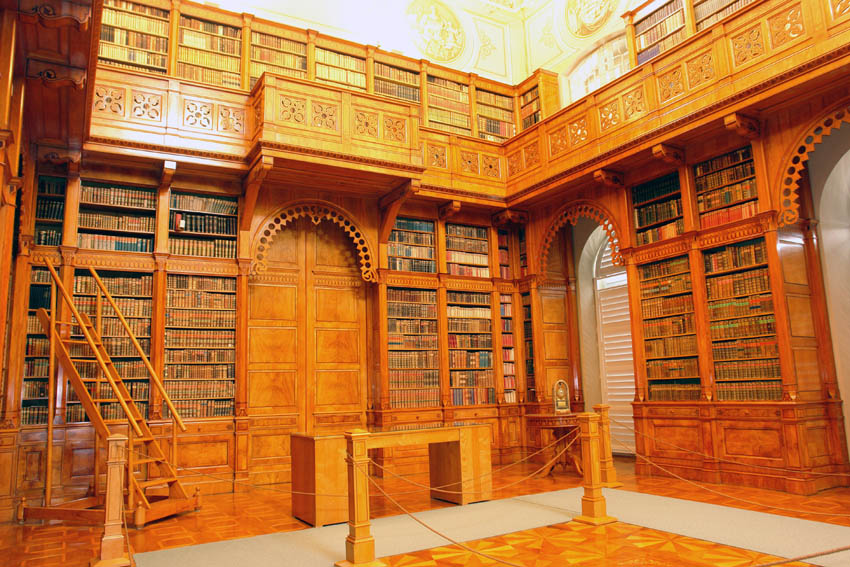
A műemlékkönyvtár nagyterme

### Turistacélpontok
A vidék természeti értékeit mutatja be a Pintér-hegyi parkerdő tanösvénye, illetve az Olaszfalu határában található Eperjes-hegyi geológiai bemutató tanösvény is (lásd: Eperjes Tanösvény). A környéken bárhol lehet túrázni, a Cuha-völgy szurdokai, a Gerence-patak völgye, a Kőris-hegy számos látnivalót kínál.

### Egyéb
- Zirci Buli: 1991–2015 között minden év első júliusi hétvégéjén megrendezésre került a család és barátság fesztiválja. A kezdettől ingyenes szabadtéri zenés fesztivál a Bakony szívében húszezernyi látogatót vár az egész országból és külföldről. Pro Urbe díjas, Zirc város kulturális idegenforgalmi rendezvénysorozatának része, és 2001-ben a „Veszprém megye Kiváló Civil Szervezete” címet kapta.[31]
- A járásbíróság épülete egyedülálló Magyarországon. Különös ismertetőjele az igen masszív felépítés, mely a korábbi időkben való egyéb felhasználásra utal. Méretéből fakadóan azonban büntető tanács nem székel az épületben.[32]

## Híres emberek
- Itt született
  - Reguly Antal (1819. július 11. – 1858. augusztus 23.) nyelvész, a finnugor népek kutatója
  - Köves János (Zirc, 1882. január 8. – Budapest, 1977. október 21.) állatorvos-doktor, a sertések fertőző betegségei magántanára (1917), egyetemi nyilvános rendkívüli tanár (1937), [33]
  - Czeiner Nándor 1850. május 25. – Budapest, 1928. május 21.) szőlészeti szakember
  - Szépligeti Győző (1870-ig Schönbauer) (1855. augusztus 21. – Budapest, 1915. március 24.) tanár, zoológus, entomológus
  - Bér Júlia (1911. május 8. – 2012. június 10.) Zirc díszpolgára (1989): festő- és grafikusművész, a zirci Barátság Nemzetközi Grafikai Gyűjtemény létrehozója (1971–),[34]
  - Borenich Péter (1940. május 4. –) rádiós szerkesztő, dramaturg
  - Galambos János (1940. szeptember 1. – 2019. december 19.) matematikus
  - Schranz Lajos (1943. június 11. –) festőművész
  - Hebling János (1954. május 9. –) Széchenyi-díjas és Jedlik Ányos-díjas lézerfizikus, intézetvezető egyetemi tanár
  - Szabó Tamás József (1956. október 30. –) püspök
  - Nagy Zoltán (1957. augusztus 3. –) jogász, a Diákhitel Központ Zrt. vezérigazgató-helyettese
  - Baky György (1957. június 18. –) gépésztechnikus, politikus (SZDSZ), Bakonybél korábbi polgármestere (1990–1994)
  - Freund Tamás (1959. június 14. –) Széchenyi-díjas és Bolyai-díjas neurobiológus, tanszékvezető egyetemi tanár, akadémikus
  - Hullan Zsuzsa (1961. szeptember 25. –) színésznő
  - Gámentzy Eduárd (1963. február 19. –) költő
  - Horváth Lajos Ottó (1963. augusztus 16. –) Jászai Mari-díjas színművész
  - Rábai Balázs (1974. október 5. –) magyar televíziós és rádiós műsorkészítő, riporter, újságíró, az RTL híradósa
  - Beke Ivett (Yvette) (1976. augusztus 21. –) playmate
  - Vesztergom Andrea (1977. május 16. –) költő
  - Szeifert Natália (1979. június 25. –) Mészöly Miklós-díjas író
  - Földesi Barnabás (1980. szeptember 4. –) festőművész
  - Fehér Tiborné Turi Mária festőművész

- Itt hunyt el
  - I. András magyar király 1060 decemberében
- Itt élt
  - Újfalussy Márton, a zirci apátság első apátja (†1678)
  - Szűcs István Miklós (Budapest, 1947]]. április 16.) Zirc díszpolgára (2019): okl. képzőművész, középiskolai tanár, szakíró, Fonay-díjas szakfelügyelő,[35]

## Testvérvárosai
- Pohlheim, Németország (1990)
- Barót, Románia (1990)
- Nivala, Finnország (1998)
- Dercen, Ukrajna (2015)

## A település az irodalomban
- Pázmándi Horváth Endre Zirc emlékezete (1814) című versében a kolostor és a falu történetét írta meg
- Jókai Mór Enyim, tied, övé c. regénye részben Zircen, a ciszter apátságban játszódik a szabadságharcot megelőző években
- Dr. Horváth Konstantin: Zirc története („Clairvaux-i Szent Bernát egyházdoktorrá avatásának százéves emlékezetére 1930-ban, Szent Imre-esztendejében.” Közrebocsájtása: „a ciszterci rend Magyarországon 800 éves” jubileumára, 1942-ben)
- Zirc és a közeli Csincsér-major az egyik fő helyszíne Fehér Béla Derengő betyár utolsó kívánsága című humoreszkjének
- Aggházy Mária: A zirci apátság templomépítkezései a XVIII. században. Egyetemi doktori értekezés, Veszprém, 1937
- Aggházy Mária: Régi magyar faszobrok. Budapest, 1958 (Akadémiai Kiadó, Budapest, Pietà-csoport Zircről, 29-30. oldal, 69. tábla, orosz és német nyelven is kiadták)
- Koppány Tibor: XI. századi királyi udvarház maradványai Zircen. A Veszprém Megyei Múzeumok Közleményei (1972/11. 139-145. o.)
- Kralovánszky Alán: Árpád-kori királyi udvarház régészeti kutatása Zircen (Horizont, X. évf. 1982. 4. szám, 11-12.o.)
- Szűcs István Miklós: Zirc középkori udvarháza és ciszterci monostora (Lakitelek Alapítvány-díj 1992., Kiadta: Veszprém Megyei Pedagógiai Intézet, Veszprém, 1994)
- Szűcs István Miklós: Hitvallás és abszurditás (Z-Press Kiadó, Miskolc, 2012/13. Szakmai lektor: dr. Trencsényi László neveléstörténész, egyetemi tanár, Pécsi Tudományegyetem, Pécs)
- Szűcs István Miklós: Winterhalder a zirci kistemplom falképeinek mestere. A Fájdalmas Szűzanya templom művészeti emlékei (Média Piramis Kft., Dunakeszi, 2013. Lektor Dr. Prokopp Mária művészettörténész, Budapest, ELTE)
- Szűcs István Miklós: Zirc – Fájdalmas Szűzanya Kistemplom, Tájak – Korok – Múzeumok Egyesület 834. sz. kiadványa, Budapest, 2014 (megjelent a Zirci Ciszterci Apátság gondozásában)
- Szűcs István Miklós: Winterhalder képei a zirci plébániatemplomban (Minerva Kiadó, 2018, Nemzeti Kulturális Alap. Szakmai lektor: dr. Prokopp Mária művészettörténész, egyetemi tanár, ELTE, Művészettörténeti Intézet, Budapest) ISBN 978-615-5637-05-6